# LNB Pro A 1999-2000
La LNB Pro A 1999-2000 fue la edición número 78 de la Pro A, la máxima competición de baloncesto de Francia. La temporada regular comenzó el 14 de octubre de 1999 y acabó el 27 de mayo de 2000. Los ocho mejor clasificados accederían a los playoffs, mientras que el  Châlons-en-Champagne descendendió a la Pro B.
El campeón sería por novena vez en su historia el CSP Limoges, tras derrotar al ASVEL en la final en tres partidos.

## Equipos 1999-00
| Equipo                           | Ciudad               | Pabellón                                    | Capacidad |
| -------------------------------- | -------------------- | ------------------------------------------- | --------- |
| Olympique d'Antibes              | Antibes              | Salle Jean-Bunoz                            | 5000      |
| Besançon Basket Comté Doubs      | Besançon             | Palais des sports Ghani-Yalouz              | 4200      |
| ESPE Basket Châlons-en-Champagne | Châlons-en-Champagne | Salle Pierre de Coubertin                   | 2800      |
| ÉS Chalon-sur-Saône              | Chalon-sur-Saône     | Maison des Sports                           | 2200      |
| Cholet Basket                    | Cholet               | La Meilleraie                               | 5191      |
| JDA Dijon                        | Dijon                | Palais des Sports Jean-Michel Geoffroy      | 4600      |
| ALM Évreux Basket                | Évreux               | Salle Jean Fourre                           | 3400      |
| BCM Gravelines Dunkerque         | Gravelines           | Sportica                                    | 3500      |
| Le Mans Sarthe Basket            | Le Mans              | Antarès                                     | 6003      |
| CSP Limoges                      | Limoges              | Palais des sports de Beaublanc              | 5500      |
| ASVEL Basket                     | Lyon – Villeurbanne  | Astroballe                                  | 5643      |
| Montpellier Paillade Basket      | Montpellier          | Palacio de los Deportes Pierre de Coubertin | 4003      |
| SLUC Nancy Basket                | Nancy                | Palais des Sports Jean Weille               | 6027      |
| Paris Basket Racing              | París                | Stade Pierre-de-Coubertin                   | 4200      |
| Élan Béarnais Pau-Orthez         | Pau-Orthez           | Palais des Sports de Pau                    | 7813      |
| Strasbourg IG                    | Strasbourg           | Rhénus Sport                                | 6200      |

## Resultados

### Temporada regular
|     | Equipo                      | J  | G  | P  | PF   | PC   | Pts | Clasificación       |
| --- | --------------------------- | -- | -- | -- | ---- | ---- | --- | ------------------- |
| 1.  | ASVEL Basket                | 30 | 24 | 6  | 2336 | 2043 | 54  | playoff             |
| 2.  | CSP Limoges                 | 30 | 21 | 9  | 2228 | 2052 | 51  | playoff             |
| 3.  | Élan Béarnais Pau-Orthez    | 30 | 21 | 9  | 2256 | 2145 | 51  | playoff             |
| 4.  | Cholet Basket               | 30 | 19 | 11 | 2235 | 2146 | 49  | playoff             |
| 5.  | Strasbourg IG               | 30 | 18 | 12 | 2173 | 2134 | 48  | playoff             |
| 6.  | Paris Basket Racing         | 30 | 18 | 12 | 2198 | 1974 | 48  | playoff             |
| 7.  | Le Mans Sarthe Basket       | 30 | 17 | 13 | 2255 | 2184 | 47  | playoff             |
| 8.  | ÉS Chalon-sur-Saône         | 30 | 16 | 14 | 2207 | 2078 | 46  | playoff             |
| 9.  | JDA Dijon                   | 30 | 16 | 14 | 2288 | 2208 | 46  |                     |
| 10. | SLUC Nancy Basket           | 30 | 13 | 17 | 2102 | 2147 | 43  |                     |
| 11. | Besançon Basket Comté Doubs | 30 | 12 | 18 | 2201 | 2242 | 42  |                     |
| 12. | ALM Évreux Basket           | 30 | 11 | 19 | 2181 | 2296 | 41  |                     |
| 13. | Olympique d'Antibes         | 30 | 11 | 19 | 2023 | 2248 | 41  |                     |
| 14. | BCM Gravelines Dunkerque    | 30 | 9  | 21 | 2105 | 2363 | 39  |                     |
| 15. | Montpellier Paillade Basket | 30 | 7  | 23 | 2059 | 2384 | 37  | Promoción ProA/ProB |
| 16. | Châlons-en-Champagne        | 30 | 7  | 23 | 2101 | 2304 | 37  | Desciende a Pro B   |

## Playoff
|  | Cuartos de final | Cuartos de final         | Cuartos de final |                          |    | Semifinales  | Semifinales | Semifinales |  |    | Final        | Final | Final |  |
|  |                  |                          |                  |                          |    |              |             |             |  |    |              |       |       |  |
|  |                  |                          |                  |                          |    |              |             |             |  |    |              |       |       |  |
|  | 1.               | ASVEL Basket             | 2                |                          |    |              |             |             |  |    |              |       |       |  |
|  | 1.               | ASVEL Basket             | 2                |                          |    |              |             |             |  |    |              |       |       |  |
|  | 8.               | ÉS Chalon-sur-Saône      | 0                |                          |    |              |             |             |  |    |              |       |       |  |
|  | 8.               | ÉS Chalon-sur-Saône      | 0                |                          | 1. | ASVEL Basket | 2           |             |  |    |              |       |       |  |
|  |                  |                          |                  |                          | 1. | ASVEL Basket | 2           |             |  |    |              |       |       |  |
|  |                  |                          | 5.               | Strasbourg IG            | 0  |              |             |             |  |    |              |       |       |  |
|  | 4.               | Cholet Basket            | 5.               | Strasbourg IG            | 0  | 0            |             |             |  |    |              |       |       |  |
|  | 4.               | Cholet Basket            |                  |                          |    |              |             |             |  |    |              |       |       |  |
|  | 5.               | Strasbourg IG            | 2                |                          |    |              |             |             |  |    |              |       |       |  |
|  | 5.               | Strasbourg IG            | 2                |                          |    |              |             |             |  | 1. | ASVEL Basket | 1     |       |  |
|  |                  |                          |                  |                          |    |              |             |             |  | 1. | ASVEL Basket | 1     |       |  |
|  |                  |                          | 2.               | CSP Limoges              | 2  |              |             |             |  |    |              |       |       |  |
|  | 2.               | CSP Limoges              | 2.               | CSP Limoges              | 2  | 2            |             |             |  |    |              |       |       |  |
|  | 2.               | CSP Limoges              |                  |                          |    |              |             |             |  |    |              |       |       |  |
|  | 7.               | Le Mans Sarthe Basket    | 1                |                          |    |              |             |             |  |    |              |       |       |  |
|  | 7.               | Le Mans Sarthe Basket    | 1                |                          | 2. | CSP Limoges  | 2           |             |  |    |              |       |       |  |
|  |                  |                          |                  |                          | 2. | CSP Limoges  | 2           |             |  |    |              |       |       |  |
|  |                  |                          | 3.               | Élan Béarnais Pau-Orthez | 1  |              |             |             |  |    |              |       |       |  |
|  | 3.               | Élan Béarnais Pau-Orthez | 3.               | Élan Béarnais Pau-Orthez | 1  | 2            |             |             |  |    |              |       |       |  |
|  | 3.               | Élan Béarnais Pau-Orthez |                  |                          |    |              |             |             |  |    |              |       |       |  |
|  | 6.               | Paris Basket Racing      | 1                |                          |    |              |             |             |  |    |              |       |       |  |
|  | 6.               | Paris Basket Racing      | 1                |                          |    |              |             |             |  |    |              |       |       |  |
|  |                  |                          |                  |                          |    |              |             |             |  |    |              |       |       |  |

## Premios de la LNB
MVP de la temporada regular
- MVP extranjero :  Marcus Brown (CSP Limoges)
- MVP francés :  Moustapha Sonko (ASVEL Basket)

Mejor jugador joven
- David Gautier (Cholet Basket)

Mejor defensor
- Jim Bilba (ASVEL Basket)

Mejor entrenador
- Christophe Vitoux (Strasbourg IG)
- Duško Ivanović (CSP Limoges)